# (5208) Royer
(5208) Royer est un astéroïde de la ceinture principale.

## Description
(5208) Royer est un astéroïde de la ceinture principale. Il fut découvert le 6 février 1989 à l'observatoire Palomar par Eleanor Francis Helin. Il présente une orbite caractérisée par un demi-grand axe de 2,60 UA, une excentricité de 0,05 et une inclinaison de 15,9° par rapport à l'écliptique.

## Compléments